# 英格蘭飲食

傳統英式下午茶

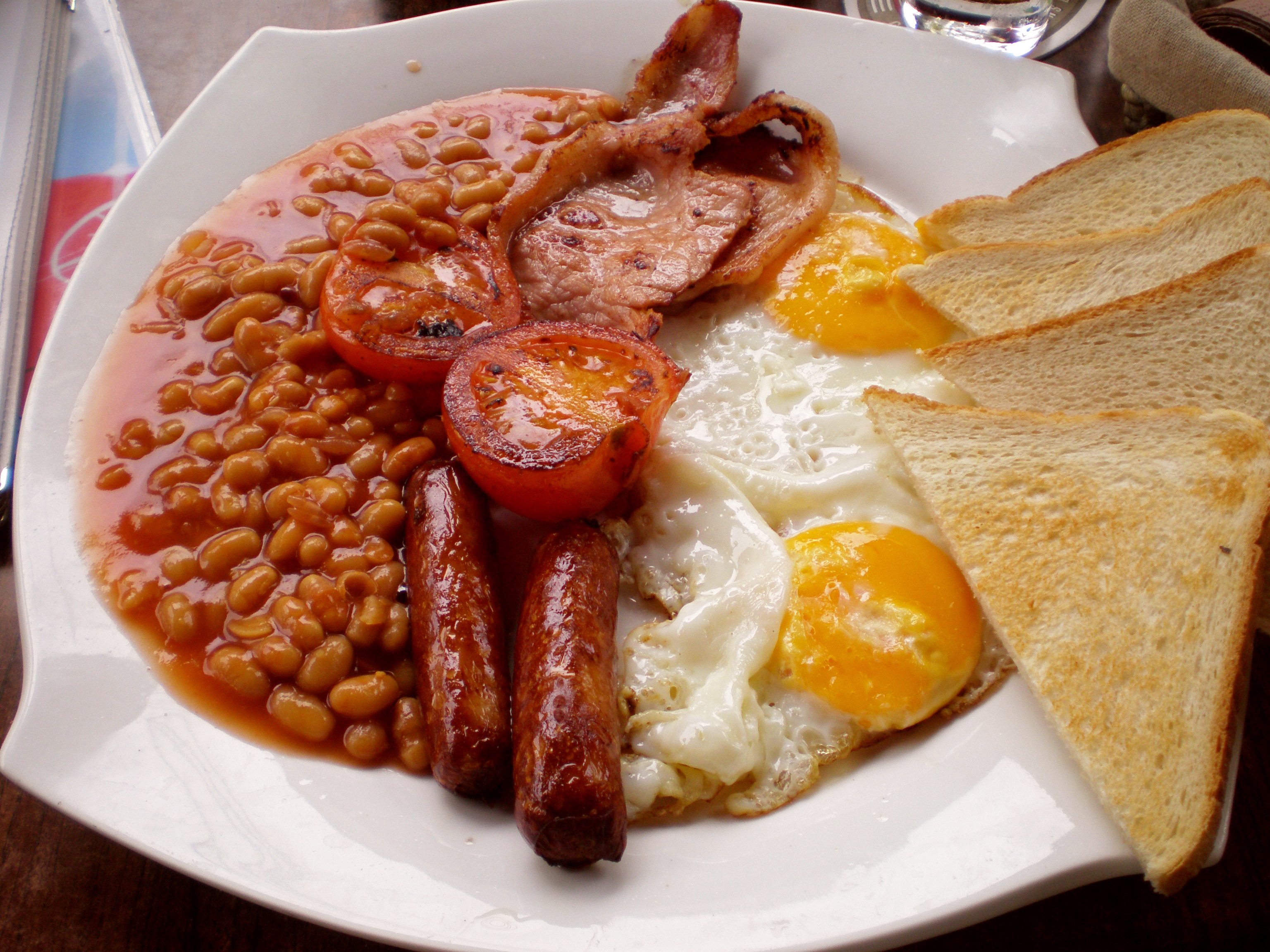
英式早餐

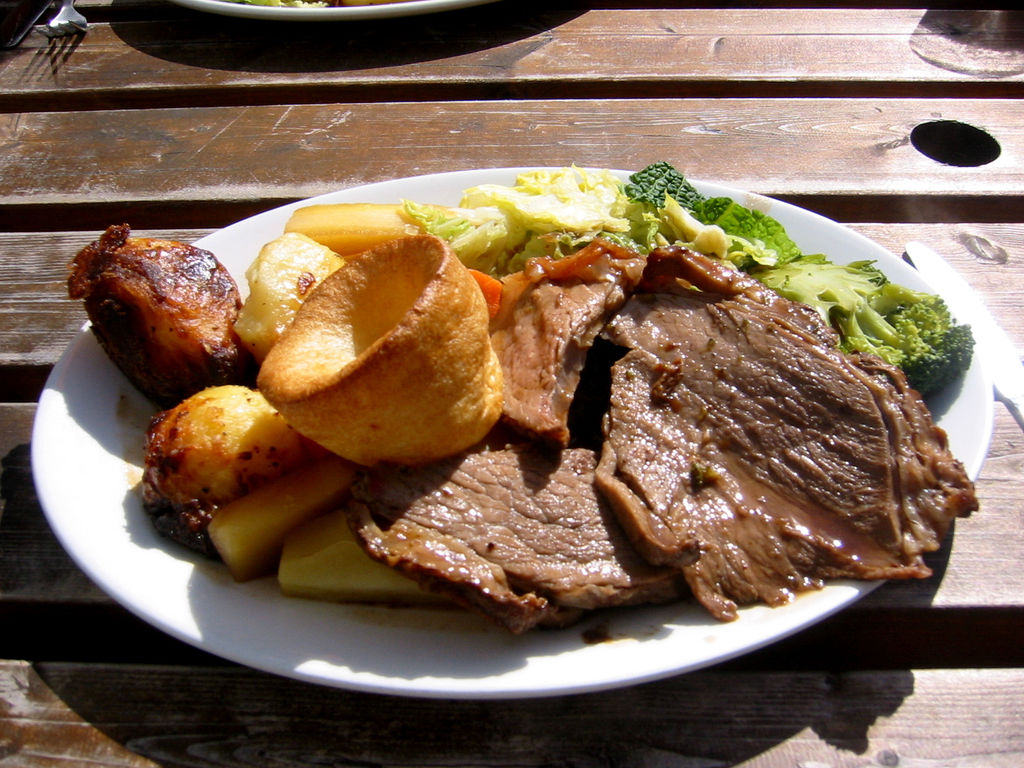
週日烤肉

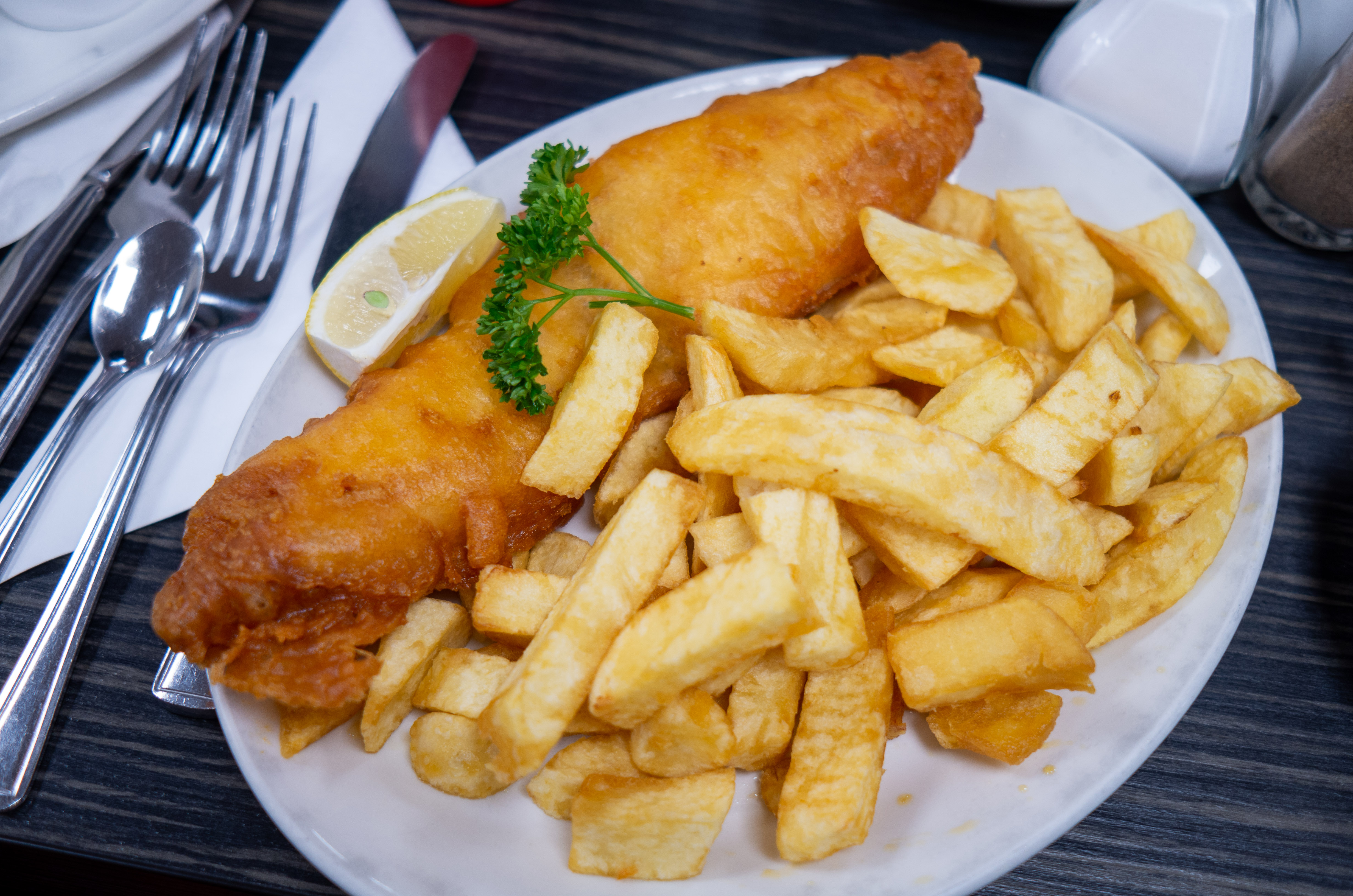
炸魚薯條

英格蘭飲食（英語：English cuisine）是指英格蘭的飲食文化。英格蘭飲食有其獨特的特徵，並且在大英帝國時中國、印度等地進口食材的影響。英格蘭具代表性的街頭食品包括炸魚薯條等。現在在英格蘭，印度菜、中國菜、泰國菜、意大利菜和法國菜也頗受歡迎。同時英國也是較早接受美國快餐文化的國家。據英國奶酪委員會的統計，英格蘭有700種以上的奶酪。英格蘭的奶酪大多較硬，採用牛奶製作。英格蘭的奶酪中最為著名的是車打芝士。英格蘭人每天從早至晚的飲食包括早餐、上午茶、早午餐、午餐、下午茶、晚餐和宵夜。除了家庭和餐館之外，酒吧和外賣店也是英格蘭人重要的飲食場所。英格蘭是歐洲少數紅茶較咖啡更受歡迎的國家。在酒精飲料方面，英格蘭最受歡迎的酒精飲料是啤酒。另外雖然產量很少，英格蘭也是葡萄酒生產國。

## 主要特色菜肴
- 仰望星空派
- 鱔魚凍
- 英式燒牛肉
- 威靈頓牛排
- 康沃爾肉餡餅
- 週日烤肉
- 黑布丁
- 約克郡布丁
- 聖誕布丁
- 無花果布丁
- 英式瑪芬
- 馬利餅
- 甘草甜餅
- 馬德拉島蛋糕
- 樹莓漩渦冰淇淋

## 外部連結
- Wikibooks: Cookbook: Cuisine of the United Kingdom （页面存档备份，存于）
- George Orwell: A Nice Cup of Tea （页面存档备份，存于）
- British Library Food Stories （页面存档备份，存于）, a century of revolutionary change in UK food culture
- List of Michelin starred restaurants in the UK